# Flèche wallonne féminine 2002
Cet article concerne l'édition féminine de la Flèche wallonne. Pour la course masculine, voir Flèche wallonne 2002.
La 5e édition de la Flèche wallonne féminine a eu lieu le 17 avril 2002. Elle fait partie du calendrier de la Coupe du monde de cyclisme sur route féminine 2002. La course est remportée par l'Italienne Fabiana Luperini.

## Parcours
Le parcours, long de 93 km, comporte les six côtes suivantes :
| Num | Nom              | km   | Longueur (m) | Pente moyenne | km de l'arrivée |
| --- | ---------------- | ---- | ------------ | ------------- | --------------- |
| 1   | Côte de France   | 13,5 | 2,5          | 5,8 %         | 79,5            |
| 2   | Côte de Pailhe   | 37,5 | 1 500        | 4 %           | 55,5            |
| 3   | Côte de Coutisse | 55,5 | 1 000        | 6,1 %         | 37,5            |
| 4   | Côte de Bohissau | 65,7 | 2 700        | 5,9 %         | 27,3            |
| 5   | Côte de Ahin     | 82,5 | 2 000        | 7,9 %         | 10,5            |
| 6   | Mur de Huy       | 93,0 | 1 000        | 13,5 %        | 0               |

## Équipes

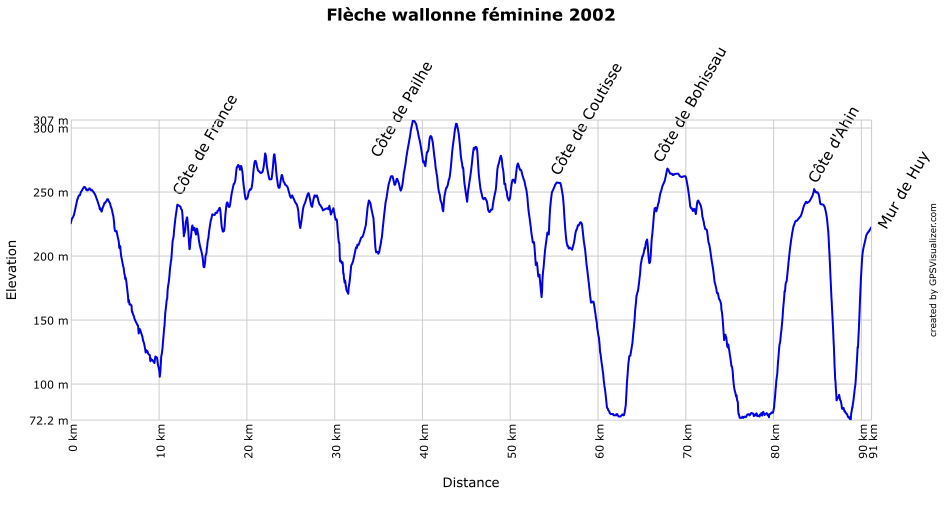
Profil de la course

| Équipes féminines professionnelles (16)- Acca Due O-Pasta Zara-Lorena Camicie - Aliverti-Kookai-Immobilione Luca - Edil Savino - Farm Frites-Hartol - Figurella Dream Team - Itera Team - C.A. Mantes La Ville 78 - SC Michela Fanini Record Rox - Neckermann Benelux - Equipe Nürnberger Versicherung - Ondernemers Van Nature - Power Plate-Bik - Pragma Deia Colnago - Saturn - Sponsor Service - Vlaanderen-T Interim Ladies Équipes nationales (10)- Allemagne - Australie - Autriche - Belgique - Espagne - France - Grande-Bretagne - Pays-Bas - Russie - Suisse |
| |

## Favorites
L'Italienne Fabiana Luperini, vainqueur sortante de l'épreuve fait figure de favorite même si son début de saison est discret. Mirjam Melchers est également une prétendante à la victoire. Deuxième de la Coupe du monde, elle peut compter sur le soutien de Leontien van Moorsel. Petra Rossner est en tête de la Coupe du monde. L'objectif de son équipe est donc de limiter le nombre de points que prendront ses adversaires, le final ne lui convenant pas. Concrètement l'équipe Saturn dispose de Lyne Bessette, Judith Arndt et Kimberly Bruckner pour bien figurer au classement. L'équipe Acca Due O vient au départ avec Rasa Polikevičiūtė, Nicole Brändli, Chantal Beltman et Diana Žiliūtė qui peuvent toutes déjouer les pronostics. L'équipe de Suisse est menée par Priska Doppmann, tandis que Sara Carrigan et Hayley Rutherford sont les atouts de l'équipe d'Australie. Hanka Kupfernagel et Margaret Hemsley sont présentes pour l'équipe Nürnberger Versicherung. Nicole Cooke présente une bonne forme et pourrait également créer la surprise à Huy. À noter l'absence de Susanne Ljungskog, qui souffre d'une pneumonie.

## Récit de la course
Les conditions climatiques sont idéales. L'équipe Edilsavino de Fabiana Luperini passe rapidement à l'attaque. Un groupe de dix coureuses se forme. Il est repris peu avant le final. Dans le mur de Huy, Fabiana Luperini et Priska Doppmann accélère dès le pied. Mirjam Melchers, Lyne Bessette et Caroline Alexander restent à portée. Fabiana Luperini creuse l'écart dans la portion la plus difficile du mur et s'impose facilement. Lyne Bessette décroche la deuxième place devant Priska Doppmann. Mirjam Melchers se classe quatrième et prend la tête de la Coupe du monde.

## Classement final
| \| Classement général \| Classement général \| Classement général \| Classement général \| Classement général \| \| Coureuse \| Coureuse \| Pays \| Équipe \| Temps \| \| ------------------ \| ------------------ \| ------------------ \| ---------------------------- \| ------------------ \| \| 1re \| Fabiana Luperini \| Italie \| Edil Savino \| 2 h 33 min 15 s \| \| 2e \| Lyne Bessette \| Canada \| Saturn \| + 12 s \| \| 3e \| Priska Doppmann \| Suisse \| Suisse \| + 12 s \| \| 4e \| Mirjam Melchers \| Pays-Bas \| Farm Frites-Hartol \| + 12 s \| \| 5e \| Nicole Cooke \| Royaume-Uni \| Pragma-Deia-Colnago \| + 12 s \| \| 6e \| Edita Pučinskaitė \| Lituanie \| Figurella Dream Team \| + 23 s \| \| 7e \| Caroline Alexander \| Royaume-Uni \| Grande-Bretagne \| + 27 s \| \| 8e \| Regina Schleicher \| Allemagne \| SC Michela Fanini Record Rox \| + 27 s \| \| 9e \| Simona Parente \| Italie \| Edil Savino \| + 27 s \| \| 10e \| Aline Camboulives \| France \| France \| + 27 s \| |                    |             |                              |                 |
| |                    |             |                              |                 |
| |                    |             |                              |                 |
| Classement général |                    |             |                              |                 |
| Coureuse | Coureuse           | Pays        | Équipe                       | Temps           |
| 1re | Fabiana Luperini   | Italie      | Edil Savino                  | 2 h 33 min 15 s |
| 2e | Lyne Bessette      | Canada      | Saturn                       | + 12 s          |
| 3e | Priska Doppmann    | Suisse      | Suisse                       | + 12 s          |
| 4e | Mirjam Melchers    | Pays-Bas    | Farm Frites-Hartol           | + 12 s          |
| 5e | Nicole Cooke       | Royaume-Uni | Pragma-Deia-Colnago          | + 12 s          |
| 6e | Edita Pučinskaitė  | Lituanie    | Figurella Dream Team         | + 23 s          |
| 7e | Caroline Alexander | Royaume-Uni | Grande-Bretagne              | + 27 s          |
| 8e | Regina Schleicher  | Allemagne   | SC Michela Fanini Record Rox | + 27 s          |
| 9e | Simona Parente     | Italie      | Edil Savino                  | + 27 s          |
| 10e | Aline Camboulives  | France      | France                       | + 27 s          |

## Liste des participantes
| Edil Savino EDI | Edil Savino EDI           | Edil Savino EDI |
| --------------- | ------------------------- | --------------- |
| Num             | Coureuse                  | Pos             |
| 1               | Fabiana Luperini (ITA)    | 1re             |
| 2               | Swetlana Bubnenkowa (RUS) | 18e             |
| 3               | Iryna Chuzhynova (UKR)    | 58e             |
| 4               | Marina Khodchenkova (RUS) | 55e             |
| 5               | Simona Parente (ITA)      | 9e              |
| 6               | Daniela Veronesi (SMR)    | 25e             |

| Saturn SAW | Saturn SAW              | Saturn SAW |
| ---------- | ----------------------- | ---------- |
| Num        | Coureuse                | Pos        |
| 11         | Judith Arndt (GER)      | 28e        |
| 12         | Lyne Bessette (CAN)     | 2e         |
| 13         | Kimberly Bruckner (USA) | 27e        |
| 14         | Catherine Marsal (FRA)  | HD         |
| 15         | Jessica Phillips (USA)  | 69e        |
| 16         | Petra Rossner (GER)     | 26e        |

| Acca Due O-Pasta Zara-Lorena Camicie ADO | Acca Due O-Pasta Zara-Lorena Camicie ADO | Acca Due O-Pasta Zara-Lorena Camicie ADO |
| ---------------------------------------- | ---------------------------------------- | ---------------------------------------- |
| Num                                      | Coureuse                                 | Pos                                      |
| 21                                       | Rasa Polikevičiūtė (LTU) (route)         | 17e                                      |
| 22                                       | Chantal Beltman (NED)                    | 53e                                      |
| 23                                       | Nicole Brändli (SUI)                     | 11e                                      |
| 24                                       | Noemi Cantele (ITA)                      | 54e                                      |
| 25                                       | Jolanta Polikevičiūtė (LTU)              | 42e                                      |
| 26                                       | Diana Žiliūtė (LTU)                      | 44e                                      |

| Vlaanderen-T Interim VLL | Vlaanderen-T Interim VLL        | Vlaanderen-T Interim VLL |
| ------------------------ | ------------------------------- | ------------------------ |
| Num                      | Coureuse                        | Pos                      |
| 31                       | Vanessa Rochelle Cheatley (NZL) | HD                       |
| 32                       | Cindy Pieters (BEL)             | 13e                      |
| 33                       | Heidi Van de Vijver (BEL)       | 20e                      |
| 34                       | Mirella van Melis (NED)         | AB                       |
| 35                       | Vanja Vonckx (BEL)              | 68e                      |
| 36                       | Laure Werner (BEL)              | HD                       |

| Farm Frites-Hartol FAR | Farm Frites-Hartol FAR       | Farm Frites-Hartol FAR |
| ---------------------- | ---------------------------- | ---------------------- |
| Num                    | Coureuse                     | Pos                    |
| 41                     | Leontien van Moorsel (NED)   | 33e                    |
| 42                     | Mirjam Melchers (NED)        | 4e                     |
| 43                     | Arenda Grimberg (NED)        | 38e                    |
| 44                     | Kirsty Nicole Robb (NZL)     | HD                     |
| 45                     | Elsbeth Vink (NED)           | AB                     |
| 46                     | Sonja Van Kuik-Pfister (NED) | AB                     |

| Figurella Dream Team FIG | Figurella Dream Team FIG | Figurella Dream Team FIG |
| ------------------------ | ------------------------ | ------------------------ |
| Num                      | Coureuse                 | Pos                      |
| 51                       | Edita Pučinskaitė (LTU)  | 6e                       |
| 52                       | Roberta Bonanomi (ITA)   | 64e                      |
| 53                       | Edita Kubelskienė (LTU)  | AB                       |
| 54                       | Silvia Parietti (ITA)    | 63e                      |
| 55                       | Rhonda Quick (USA)       | 75e                      |
| 56                       | Zulfiya Zabirova (RUS)   | 24e                      |

| Itera Team ITR | Itera Team ITR             | Itera Team ITR |
| -------------- | -------------------------- | -------------- |
| Num            | Coureuse                   | Pos            |
| 61             | Valentina Polkhanova (RUS) | 57e            |
| 62             | Vera Carrara (ITA)         | 41e            |
| 63             | Sigrid Corneo (ITA)        | 73e            |
| 64             | Julia Martisova (RUS)      | 39e            |
| 65             | Kym Shirley (AUS)          | AB             |
| 66             | Olga Zabelinskaïa (RUS)    | 35e            |

| Pragma-Deia-Colnago ___ | Pragma-Deia-Colnago ___  | Pragma-Deia-Colnago ___ |
| ----------------------- | ------------------------ | ----------------------- |
| Num                     | Coureuse                 | Pos                     |
| 71                      | Joane Somarriba (ESP)    | AB                      |
| 72                      | Nicole Cooke (GBR)       | 5e                      |
| 73                      | Natalia Katchalka (UKR)  | 82e                     |
| 74                      | Valentyna Karpenko (UKR) | 37e                     |
| 75                      | Fany Lecourtois (FRA)    | 83e                     |
| 76                      | Teodora Ruano (ESP)      | AB                      |

| Allemagne GER | Allemagne GER   | Allemagne GER |
| ------------- | --------------- | ------------- |
| Num           | Coureuse        | Pos           |
| 81            | Liane Bahler    | AB            |
| 82            | Clarissa Breuer | AB            |
| 83            | Angela Hennig   | 29e           |
| 84            | Sarah Düster    | AB            |
| 85            | Doreen Weise    | AB            |
| 86            | Trixi Worrack   | 12e           |
| 87            | Anke Wichmann   | 61e           |

| Sponsor Service SPO | Sponsor Service SPO          | Sponsor Service SPO |
| ------------------- | ---------------------------- | ------------------- |
| Num                 | Coureuse                     | Pos                 |
| 91                  | Monica Valvik-Valen (NOR)    | AB                  |
| 92                  | Solrun Flatås (NOR)          | 78e                 |
| 93                  | Ragnhild Kostøl (NOR)        | AB                  |
| 94                  | Jorunn Kvalø (NOR)           | AB                  |
| 95                  | Wenche Stensvold (NOR)       | AB                  |
| 96                  | Pia Sundstedt (FIN)          | 14e                 |
| 97                  | Gunn-Rita Dahle Flesjå (NOR) | 56e                 |

| Pays-Bas NED | Pays-Bas NED        | Pays-Bas NED |
| ------------ | ------------------- | ------------ |
| Num          | Coureuse            | Pos          |
| 101          | Areke Hassink       | HD           |
| 102          | Vera Koedooder      | 80e          |
| 103          | Bertine Spijkerman  | HD           |
| 104          | Esther Van Der Helm | AB           |
| 105          | Minke Slingerland   | 79e          |
| 106          | Jaccolien Wallaard  | AB           |
| 107          | Josephine Groenveld | HD           |

| Equipe Nürnberger Versicherung NUR | Equipe Nürnberger Versicherung NUR | Equipe Nürnberger Versicherung NUR |
| ---------------------------------- | ---------------------------------- | ---------------------------------- |
| Num                                | Coureuse                           | Pos                                |
| 111                                | Hanka Kupfernagel (GER)            | 15e                                |
| 112                                | Jenny Algelid (SWE)                | 84e                                |
| 113                                | Margaret Hemsley (AUS)             | 30e                                |
| 114                                | Tanja Schmidt-Hennes (GER)         | 60e                                |
| 115                                | Sandra Rombouts (NED)              | AB                                 |
| 116                                | Kerstin Scheitle (GER)             | AB                                 |

| Australie AUS | Australie AUS           | Australie AUS |
| ------------- | ----------------------- | ------------- |
| Num           | Coureuse                | Pos           |
| 121           | Sara Carrigan           | 51e           |
| 122           | Olivia Gollan           | 36e           |
| 123           | Hayley Brown-Rutherford | 21e           |
| 124           | Elizabeth Tadich        | 48e           |
| 125           | Naomi Williams          | 62e           |
| 126           | Alison Wright           | 52e           |

| Power Plate-Bik POW | Power Plate-Bik POW          | Power Plate-Bik POW |
| ------------------- | ---------------------------- | ------------------- |
| Num                 | Coureuse                     | Pos                 |
| 131                 | Alessandra Cappellotto (ITA) | 23e                 |
| 132                 | Tania Belvederesi (ITA)      | 90e                 |
| 133                 | Andrea Bosman (NED)          | 16e                 |
| 134                 | Corine Dorland (NED)         | AB                  |
| 135                 | Corine Hierckens (BEL)       | 32e                 |
| 136                 | Alexandra Nöhles (GER)       | HD                  |

| Suisse SUI | Suisse SUI       | Suisse SUI |
| ---------- | ---------------- | ---------- |
| Num        | Coureuse         | Pos        |
| 141        | Denise Baumann   | 74e        |
| 142        | Annette Beutler  | 77e        |
| 143        | Priska Doppmann  | 3e         |
| 144        | Sarah Grab       | AB         |
| 145        | Lucille Hunkeler | AB         |
| 146        | Sonja Traxel     | 76e        |
| 147        | Simone Trafelet  | HD         |

| SC Michela Fanini Record Rox MIC | SC Michela Fanini Record Rox MIC | SC Michela Fanini Record Rox MIC |
| -------------------------------- | -------------------------------- | -------------------------------- |
| Num                              | Coureuse                         | Pos                              |
| 151                              | Katie Mactier (AUS)              | 45e                              |
| 152                              | Claudia Marietta (ITA)           | HD                               |
| 153                              | Letizia Giardinelli (ITA)        | 87e                              |
| 154                              | Åsa Hagberg (SWE)                | HD                               |
| 155                              | Regina Schleicher (GER)          | 8e                               |
| 156                              | Lisbeth Simper (DEN)             | 50e                              |

| C.A. Mantes La Ville 78 CAM | C.A. Mantes La Ville 78 CAM     | C.A. Mantes La Ville 78 CAM |
| --------------------------- | ------------------------------- | --------------------------- |
| Num                         | Coureuse                        | Pos                         |
| 161                         | Élisabeth Chevanne-Brunel (FRA) | HD                          |
| 162                         | Marcia Eicher (SUI)             | HD                          |
| 163                         | Bridget Evans (AUS)             | AB                          |
| 164                         | Miho Oki (JPN)                  | 19e                         |
| 165                         | Sylvie Riedle (FRA)             | 88e                         |
| 166                         | Sandra Wampfler (SUI)           | 85e                         |

| Russie RUS | Russie RUS         | Russie RUS |
| ---------- | ------------------ | ---------- |
| Num        | Coureuse           | Pos        |
| 171        | Tatiana Droujinina | AB         |
| 172        | Tatiana Bossak     | AB         |
| 173        | Maria Emelianova   | AB         |
| 174        | Ioulia Eremeeva    | AB         |
| 175        | Alena Popadova     | AB         |
| 176        | Olga Vinogradova   | AB         |

| Aliverti-Kookai-Immobilione Luca ALI | Aliverti-Kookai-Immobilione Luca ALI | Aliverti-Kookai-Immobilione Luca ALI |
| ------------------------------------ | ------------------------------------ | ------------------------------------ |
| Num                                  | Coureuse                             | Pos                                  |
| 181                                  | Marianna Lorenzoni (ITA)             | 40e                                  |
| 182                                  | Serena Cavicchi (ITA)                | AB                                   |
| 183                                  | Eleftheria Ellinikaki (GRE)          | AB                                   |
| 184                                  | Simona Grossi (ITA)                  | AB                                   |
| 185                                  | Valentina Poli (ITA)                 | AB                                   |
| 186                                  | Anna Ramírez Bauxell (ESP)           | AB                                   |
| 187                                  | Marta Vilajosana (ESP)               | HD                                   |

| France FRA | France FRA             | France FRA |
| ---------- | ---------------------- | ---------- |
| Num        | Coureuse               | Pos        |
| 191        | Virginie Moinard       | 46e        |
| 192        | Aline Camboulives      | 10e        |
| 193        | Sophie Creux           | 86e        |
| 194        | Sonia Huguet           | 34e        |
| 195        | Marina Jaunâtre        | 47e        |
| 196        | Sandrine Marcuz-Moreau | 22e        |

| Ondernemers van Nature OND | Ondernemers van Nature OND | Ondernemers van Nature OND |
| -------------------------- | -------------------------- | -------------------------- |
| Num                        | Coureuse                   | Pos                        |
| 201                        | Katherine Bates (AUS)      | 71e                        |
| 202                        | Martine Bras (NED)         | 59e                        |
| 203                        | Loes Gunnewijk (NED)       | HD                         |
| 204                        | Francis Linthorst (NED)    | HD                         |
| 205                        | Corrien van Haastert (NED) | HD                         |
| 206                        | Janneke Vos (NED)          | AB                         |

| Espagne ESP | Espagne ESP       | Espagne ESP |
| ----------- | ----------------- | ----------- |
| Num         | Coureuse          | Pos         |
| 211         | Carmen Bravo      | 43e         |
| 212         | Montserrat Alonso | HD          |
| 213         | Maria Cagigas     | HD          |
| 214         | Maya Escolar      | HD          |
| 215         | Leticia Gil       | HD          |
| 216         | Ruth Martínez     | HD          |

| Neckermann Benelux ___ | Neckermann Benelux ___     | Neckermann Benelux ___ |
| ---------------------- | -------------------------- | ---------------------- |
| Num                    | Coureuse                   | Pos                    |
| 221                    | Nele Van Den Bossche (BEL) | HD                     |
| 222                    | Sandra Degueldre (BEL)     | HD                     |
| 223                    | Baukje Doedee (NED)        | HD                     |
| 224                    | Saskia Elemans (NED)       | AB                     |
| 225                    | Caroline Orens (BEL)       | AB                     |
| 226                    | Mira Peeters (BEL)         | AB                     |

| Belgique BEL | Belgique BEL       | Belgique BEL |
| ------------ | ------------------ | ------------ |
| Num          | Coureuse           | Pos          |
| 231          | Natasja Nobels     | AB           |
| 232          | Anja Nobus         | 72e          |
| 233          | Nana Steenssens    | AB           |
| 234          | Evy Van Damme      | 49e          |
| 235          | Kathleen Vermeiren | AB           |
| 236          | Ine Wannijn        | 81e          |

| Grande-Bretagne GBR | Grande-Bretagne GBR | Grande-Bretagne GBR |
| ------------------- | ------------------- | ------------------- |
| Num                 | Coureuse            | Pos                 |
| 241                 | Caroline Alexander  | 7e                  |
| 242                 | Susan Carter        | 89e                 |
| 243                 | Joanne Cavill       | AB                  |
| 244                 | Sara Symington      | 31e                 |
| 245                 | Sue Thomas          | 66e                 |
| 246                 | Rachel Heal         | 67e                 |

| Autriche AUT | Autriche AUT           | Autriche AUT |
| ------------ | ---------------------- | ------------ |
| Num          | Coureuse               | Pos          |
| 251          | Andrea Graus           | 65e          |
| 252          | Andrea Purner-Koschier | 70e          |

| Edil Savino EDI | Edil Savino EDI           | Edil Savino EDI |
| --------------- | ------------------------- | --------------- |
| Num             | Coureuse                  | Pos             |
| 1               | Fabiana Luperini (ITA)    | 1re             |
| 2               | Swetlana Bubnenkowa (RUS) | 18e             |
| 3               | Iryna Chuzhynova (UKR)    | 58e             |
| 4               | Marina Khodchenkova (RUS) | 55e             |
| 5               | Simona Parente (ITA)      | 9e              |
| 6               | Daniela Veronesi (SMR)    | 25e             |

| Saturn SAW | Saturn SAW              | Saturn SAW |
| ---------- | ----------------------- | ---------- |
| Num        | Coureuse                | Pos        |
| 11         | Judith Arndt (GER)      | 28e        |
| 12         | Lyne Bessette (CAN)     | 2e         |
| 13         | Kimberly Bruckner (USA) | 27e        |
| 14         | Catherine Marsal (FRA)  | HD         |
| 15         | Jessica Phillips (USA)  | 69e        |
| 16         | Petra Rossner (GER)     | 26e        |

| Acca Due O-Pasta Zara-Lorena Camicie ADO | Acca Due O-Pasta Zara-Lorena Camicie ADO | Acca Due O-Pasta Zara-Lorena Camicie ADO |
| ---------------------------------------- | ---------------------------------------- | ---------------------------------------- |
| Num                                      | Coureuse                                 | Pos                                      |
| 21                                       | Rasa Polikevičiūtė (LTU) (route)         | 17e                                      |
| 22                                       | Chantal Beltman (NED)                    | 53e                                      |
| 23                                       | Nicole Brändli (SUI)                     | 11e                                      |
| 24                                       | Noemi Cantele (ITA)                      | 54e                                      |
| 25                                       | Jolanta Polikevičiūtė (LTU)              | 42e                                      |
| 26                                       | Diana Žiliūtė (LTU)                      | 44e                                      |

| Vlaanderen-T Interim VLL | Vlaanderen-T Interim VLL        | Vlaanderen-T Interim VLL |
| ------------------------ | ------------------------------- | ------------------------ |
| Num                      | Coureuse                        | Pos                      |
| 31                       | Vanessa Rochelle Cheatley (NZL) | HD                       |
| 32                       | Cindy Pieters (BEL)             | 13e                      |
| 33                       | Heidi Van de Vijver (BEL)       | 20e                      |
| 34                       | Mirella van Melis (NED)         | AB                       |
| 35                       | Vanja Vonckx (BEL)              | 68e                      |
| 36                       | Laure Werner (BEL)              | HD                       |

| Farm Frites-Hartol FAR | Farm Frites-Hartol FAR       | Farm Frites-Hartol FAR |
| ---------------------- | ---------------------------- | ---------------------- |
| Num                    | Coureuse                     | Pos                    |
| 41                     | Leontien van Moorsel (NED)   | 33e                    |
| 42                     | Mirjam Melchers (NED)        | 4e                     |
| 43                     | Arenda Grimberg (NED)        | 38e                    |
| 44                     | Kirsty Nicole Robb (NZL)     | HD                     |
| 45                     | Elsbeth Vink (NED)           | AB                     |
| 46                     | Sonja Van Kuik-Pfister (NED) | AB                     |

| Figurella Dream Team FIG | Figurella Dream Team FIG | Figurella Dream Team FIG |
| ------------------------ | ------------------------ | ------------------------ |
| Num                      | Coureuse                 | Pos                      |
| 51                       | Edita Pučinskaitė (LTU)  | 6e                       |
| 52                       | Roberta Bonanomi (ITA)   | 64e                      |
| 53                       | Edita Kubelskienė (LTU)  | AB                       |
| 54                       | Silvia Parietti (ITA)    | 63e                      |
| 55                       | Rhonda Quick (USA)       | 75e                      |
| 56                       | Zulfiya Zabirova (RUS)   | 24e                      |

| Itera Team ITR | Itera Team ITR             | Itera Team ITR |
| -------------- | -------------------------- | -------------- |
| Num            | Coureuse                   | Pos            |
| 61             | Valentina Polkhanova (RUS) | 57e            |
| 62             | Vera Carrara (ITA)         | 41e            |
| 63             | Sigrid Corneo (ITA)        | 73e            |
| 64             | Julia Martisova (RUS)      | 39e            |
| 65             | Kym Shirley (AUS)          | AB             |
| 66             | Olga Zabelinskaïa (RUS)    | 35e            |

| Pragma-Deia-Colnago ___ | Pragma-Deia-Colnago ___  | Pragma-Deia-Colnago ___ |
| ----------------------- | ------------------------ | ----------------------- |
| Num                     | Coureuse                 | Pos                     |
| 71                      | Joane Somarriba (ESP)    | AB                      |
| 72                      | Nicole Cooke (GBR)       | 5e                      |
| 73                      | Natalia Katchalka (UKR)  | 82e                     |
| 74                      | Valentyna Karpenko (UKR) | 37e                     |
| 75                      | Fany Lecourtois (FRA)    | 83e                     |
| 76                      | Teodora Ruano (ESP)      | AB                      |

| Allemagne GER | Allemagne GER   | Allemagne GER |
| ------------- | --------------- | ------------- |
| Num           | Coureuse        | Pos           |
| 81            | Liane Bahler    | AB            |
| 82            | Clarissa Breuer | AB            |
| 83            | Angela Hennig   | 29e           |
| 84            | Sarah Düster    | AB            |
| 85            | Doreen Weise    | AB            |
| 86            | Trixi Worrack   | 12e           |
| 87            | Anke Wichmann   | 61e           |

| Sponsor Service SPO | Sponsor Service SPO          | Sponsor Service SPO |
| ------------------- | ---------------------------- | ------------------- |
| Num                 | Coureuse                     | Pos                 |
| 91                  | Monica Valvik-Valen (NOR)    | AB                  |
| 92                  | Solrun Flatås (NOR)          | 78e                 |
| 93                  | Ragnhild Kostøl (NOR)        | AB                  |
| 94                  | Jorunn Kvalø (NOR)           | AB                  |
| 95                  | Wenche Stensvold (NOR)       | AB                  |
| 96                  | Pia Sundstedt (FIN)          | 14e                 |
| 97                  | Gunn-Rita Dahle Flesjå (NOR) | 56e                 |

| Pays-Bas NED | Pays-Bas NED        | Pays-Bas NED |
| ------------ | ------------------- | ------------ |
| Num          | Coureuse            | Pos          |
| 101          | Areke Hassink       | HD           |
| 102          | Vera Koedooder      | 80e          |
| 103          | Bertine Spijkerman  | HD           |
| 104          | Esther Van Der Helm | AB           |
| 105          | Minke Slingerland   | 79e          |
| 106          | Jaccolien Wallaard  | AB           |
| 107          | Josephine Groenveld | HD           |

| Equipe Nürnberger Versicherung NUR | Equipe Nürnberger Versicherung NUR | Equipe Nürnberger Versicherung NUR |
| ---------------------------------- | ---------------------------------- | ---------------------------------- |
| Num                                | Coureuse                           | Pos                                |
| 111                                | Hanka Kupfernagel (GER)            | 15e                                |
| 112                                | Jenny Algelid (SWE)                | 84e                                |
| 113                                | Margaret Hemsley (AUS)             | 30e                                |
| 114                                | Tanja Schmidt-Hennes (GER)         | 60e                                |
| 115                                | Sandra Rombouts (NED)              | AB                                 |
| 116                                | Kerstin Scheitle (GER)             | AB                                 |

| Australie AUS | Australie AUS           | Australie AUS |
| ------------- | ----------------------- | ------------- |
| Num           | Coureuse                | Pos           |
| 121           | Sara Carrigan           | 51e           |
| 122           | Olivia Gollan           | 36e           |
| 123           | Hayley Brown-Rutherford | 21e           |
| 124           | Elizabeth Tadich        | 48e           |
| 125           | Naomi Williams          | 62e           |
| 126           | Alison Wright           | 52e           |

| Power Plate-Bik POW | Power Plate-Bik POW          | Power Plate-Bik POW |
| ------------------- | ---------------------------- | ------------------- |
| Num                 | Coureuse                     | Pos                 |
| 131                 | Alessandra Cappellotto (ITA) | 23e                 |
| 132                 | Tania Belvederesi (ITA)      | 90e                 |
| 133                 | Andrea Bosman (NED)          | 16e                 |
| 134                 | Corine Dorland (NED)         | AB                  |
| 135                 | Corine Hierckens (BEL)       | 32e                 |
| 136                 | Alexandra Nöhles (GER)       | HD                  |

| Suisse SUI | Suisse SUI       | Suisse SUI |
| ---------- | ---------------- | ---------- |
| Num        | Coureuse         | Pos        |
| 141        | Denise Baumann   | 74e        |
| 142        | Annette Beutler  | 77e        |
| 143        | Priska Doppmann  | 3e         |
| 144        | Sarah Grab       | AB         |
| 145        | Lucille Hunkeler | AB         |
| 146        | Sonja Traxel     | 76e        |
| 147        | Simone Trafelet  | HD         |

| SC Michela Fanini Record Rox MIC | SC Michela Fanini Record Rox MIC | SC Michela Fanini Record Rox MIC |
| -------------------------------- | -------------------------------- | -------------------------------- |
| Num                              | Coureuse                         | Pos                              |
| 151                              | Katie Mactier (AUS)              | 45e                              |
| 152                              | Claudia Marietta (ITA)           | HD                               |
| 153                              | Letizia Giardinelli (ITA)        | 87e                              |
| 154                              | Åsa Hagberg (SWE)                | HD                               |
| 155                              | Regina Schleicher (GER)          | 8e                               |
| 156                              | Lisbeth Simper (DEN)             | 50e                              |

| C.A. Mantes La Ville 78 CAM | C.A. Mantes La Ville 78 CAM     | C.A. Mantes La Ville 78 CAM |
| --------------------------- | ------------------------------- | --------------------------- |
| Num                         | Coureuse                        | Pos                         |
| 161                         | Élisabeth Chevanne-Brunel (FRA) | HD                          |
| 162                         | Marcia Eicher (SUI)             | HD                          |
| 163                         | Bridget Evans (AUS)             | AB                          |
| 164                         | Miho Oki (JPN)                  | 19e                         |
| 165                         | Sylvie Riedle (FRA)             | 88e                         |
| 166                         | Sandra Wampfler (SUI)           | 85e                         |

| Russie RUS | Russie RUS         | Russie RUS |
| ---------- | ------------------ | ---------- |
| Num        | Coureuse           | Pos        |
| 171        | Tatiana Droujinina | AB         |
| 172        | Tatiana Bossak     | AB         |
| 173        | Maria Emelianova   | AB         |
| 174        | Ioulia Eremeeva    | AB         |
| 175        | Alena Popadova     | AB         |
| 176        | Olga Vinogradova   | AB         |

| Aliverti-Kookai-Immobilione Luca ALI | Aliverti-Kookai-Immobilione Luca ALI | Aliverti-Kookai-Immobilione Luca ALI |
| ------------------------------------ | ------------------------------------ | ------------------------------------ |
| Num                                  | Coureuse                             | Pos                                  |
| 181                                  | Marianna Lorenzoni (ITA)             | 40e                                  |
| 182                                  | Serena Cavicchi (ITA)                | AB                                   |
| 183                                  | Eleftheria Ellinikaki (GRE)          | AB                                   |
| 184                                  | Simona Grossi (ITA)                  | AB                                   |
| 185                                  | Valentina Poli (ITA)                 | AB                                   |
| 186                                  | Anna Ramírez Bauxell (ESP)           | AB                                   |
| 187                                  | Marta Vilajosana (ESP)               | HD                                   |

| France FRA | France FRA             | France FRA |
| ---------- | ---------------------- | ---------- |
| Num        | Coureuse               | Pos        |
| 191        | Virginie Moinard       | 46e        |
| 192        | Aline Camboulives      | 10e        |
| 193        | Sophie Creux           | 86e        |
| 194        | Sonia Huguet           | 34e        |
| 195        | Marina Jaunâtre        | 47e        |
| 196        | Sandrine Marcuz-Moreau | 22e        |

| Ondernemers van Nature OND | Ondernemers van Nature OND | Ondernemers van Nature OND |
| -------------------------- | -------------------------- | -------------------------- |
| Num                        | Coureuse                   | Pos                        |
| 201                        | Katherine Bates (AUS)      | 71e                        |
| 202                        | Martine Bras (NED)         | 59e                        |
| 203                        | Loes Gunnewijk (NED)       | HD                         |
| 204                        | Francis Linthorst (NED)    | HD                         |
| 205                        | Corrien van Haastert (NED) | HD                         |
| 206                        | Janneke Vos (NED)          | AB                         |

| Espagne ESP | Espagne ESP       | Espagne ESP |
| ----------- | ----------------- | ----------- |
| Num         | Coureuse          | Pos         |
| 211         | Carmen Bravo      | 43e         |
| 212         | Montserrat Alonso | HD          |
| 213         | Maria Cagigas     | HD          |
| 214         | Maya Escolar      | HD          |
| 215         | Leticia Gil       | HD          |
| 216         | Ruth Martínez     | HD          |

| Neckermann Benelux ___ | Neckermann Benelux ___     | Neckermann Benelux ___ |
| ---------------------- | -------------------------- | ---------------------- |
| Num                    | Coureuse                   | Pos                    |
| 221                    | Nele Van Den Bossche (BEL) | HD                     |
| 222                    | Sandra Degueldre (BEL)     | HD                     |
| 223                    | Baukje Doedee (NED)        | HD                     |
| 224                    | Saskia Elemans (NED)       | AB                     |
| 225                    | Caroline Orens (BEL)       | AB                     |
| 226                    | Mira Peeters (BEL)         | AB                     |

| Belgique BEL | Belgique BEL       | Belgique BEL |
| ------------ | ------------------ | ------------ |
| Num          | Coureuse           | Pos          |
| 231          | Natasja Nobels     | AB           |
| 232          | Anja Nobus         | 72e          |
| 233          | Nana Steenssens    | AB           |
| 234          | Evy Van Damme      | 49e          |
| 235          | Kathleen Vermeiren | AB           |
| 236          | Ine Wannijn        | 81e          |

| Grande-Bretagne GBR | Grande-Bretagne GBR | Grande-Bretagne GBR |
| ------------------- | ------------------- | ------------------- |
| Num                 | Coureuse            | Pos                 |
| 241                 | Caroline Alexander  | 7e                  |
| 242                 | Susan Carter        | 89e                 |
| 243                 | Joanne Cavill       | AB                  |
| 244                 | Sara Symington      | 31e                 |
| 245                 | Sue Thomas          | 66e                 |
| 246                 | Rachel Heal         | 67e                 |

| Autriche AUT | Autriche AUT           | Autriche AUT |
| ------------ | ---------------------- | ------------ |
| Num          | Coureuse               | Pos          |
| 251          | Andrea Graus           | 65e          |
| 252          | Andrea Purner-Koschier | 70e          |

Source. Les derniers dossards (à partir de 244) de l'équipe de Grande-Bretagne ne sont pas connus. Les dossards de l'équipe d'Autriche ne sont pas connus. Pour les équipes présentées avec sept coureuses au départ, il faut en conclure qu'une des coureuses notées "AB" n'était en fait pas présente. L'exactitude des dossards finissant en 7 n'est pas garantie. Finalement, l'ensemble de l'équipe de Russie ayant abandonné, on peut émettre un doute quant à leur participation.